# Haojing

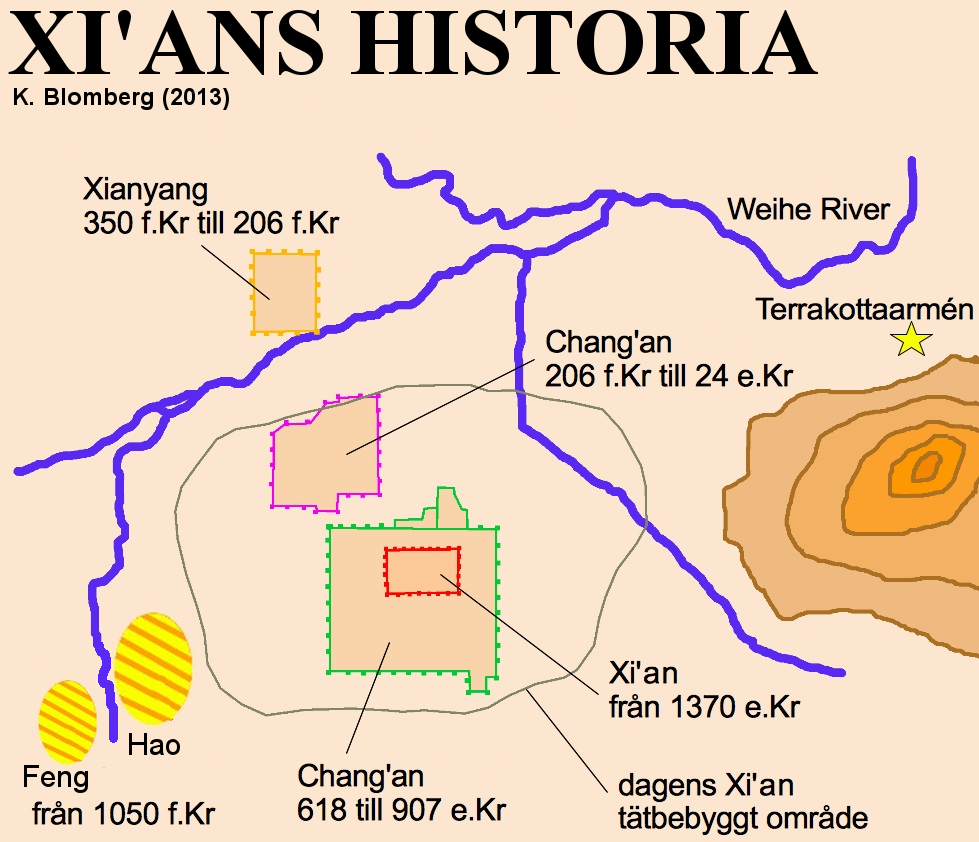
Haojings läge (på kartan Hao) i förhållande till Xi'ans olika historiska centrum.

Haojing eller Hao (鎬京; Hàojīng) var en historisk kinesisk huvudstad för Västra Zhoudynastin. Haojing låg vid östra stranden av Fengfloden knappt 20 km sydväst om centrala Xi'an i Shaanxi.
Efter att Kung Wu 1046 f.Kr. besegrat Shangdynastin och skapat Zhoudynastin etablerade han sin huvudstad i Haojing. Haojing var huvudstad fram till 771 f.kr. då Kung You mördades i sitt palats i Haojing. Efter mordet av kungen flyttades huvudstaden öster ut till dagens Luoyang i Henan vilket blev inledningen på Västra Zhoudynastin.
3 km sydväst om Haojing på västra sidan om Fengfloden låg även Feng 沣, eller Fengjing, som var en parallell sekundär huvudstad till Haojing under Västra Zhoudynastin.